# Lésignac-Durand
Lésignac-Durand (okzitanisch: Lesinhac) ist eine französische Gemeinde mit 169 Einwohnern (Stand: 1. Januar 2022) im Département Charente in der Region Nouvelle-Aquitaine (vor 2016: Poitou-Charentes); sie gehört zum Arrondissement Confolens und zum Kanton Charente-Bonnieure.

## Geografie
Lésignac-Durand befindet sich etwa 41 Kilometer ostnordöstlich von Angoulême am Moulde, der hier zum Lac du Mas Chaban aufgestaut wird. Umgeben wird Lésignac-Durand von den Nachbargemeinden Terres-de-Haute-Charente im Norden, Saint-Quentin-sur-Charente im Norden und Nordosten, Pressignac im Osten, Massignac im Südosten und Süden, Mouzon im Südwesten und Westen sowie Cherves-Châtelars im Westen.

## Bevölkerungsentwicklung
| Jahr                       | 1962 | 1968 | 1975 | 1982 | 1990 | 1999 | 2006 | 2019 |
| Einwohner                  | 509  | 399  | 352  | 299  | 228  | 184  | 191  | 178  |
| Quellen: Cassini und INSEE |      |      |      |      |      |      |      |      |

## Sehenswürdigkeiten
- Kirche Saint-Pierre aus dem ausgehenden 17. Jahrhundert, Monument historique seit 1995
- Schloss La Redortière

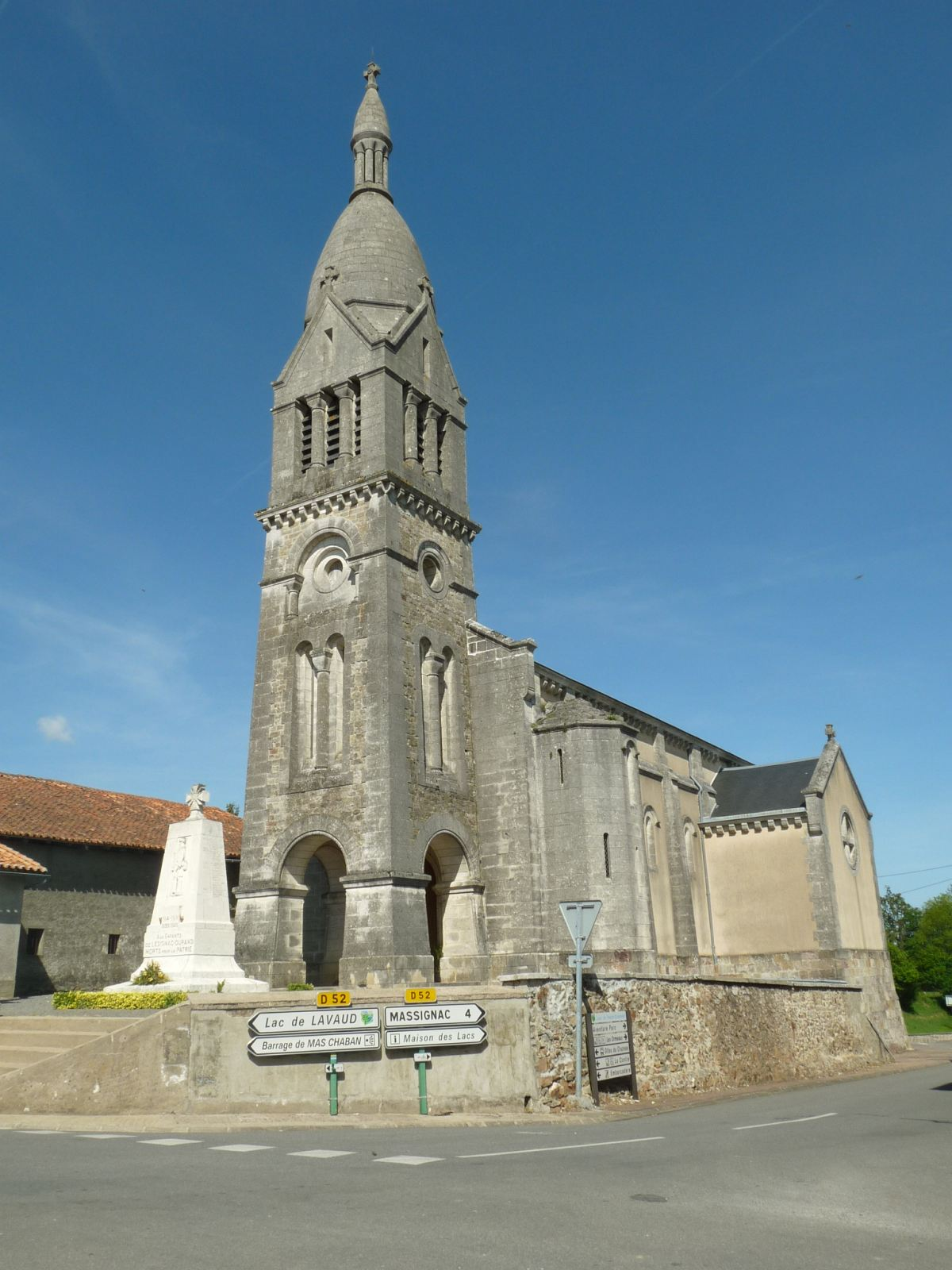
Kirche Saint-Pierre
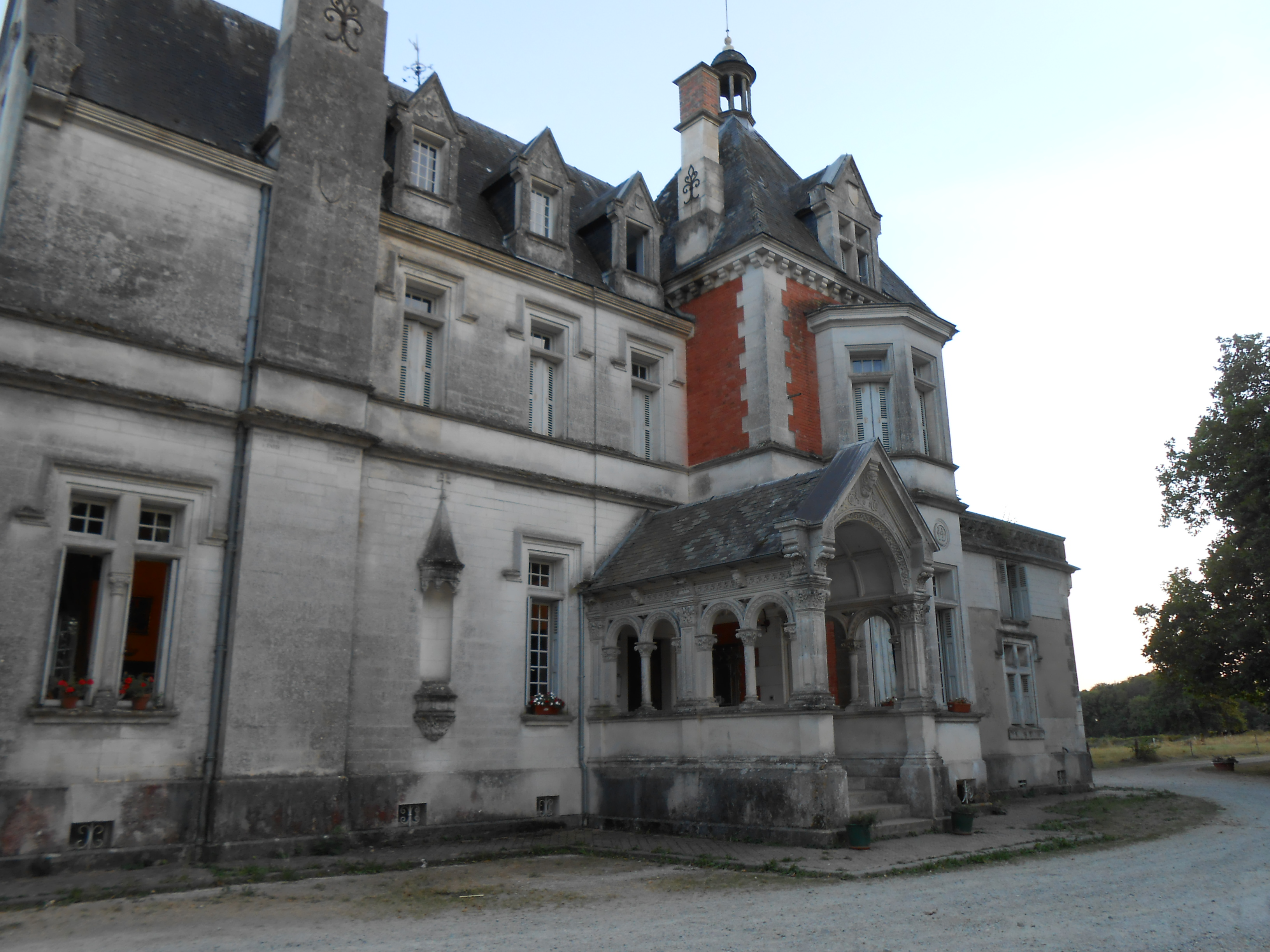
Schloss
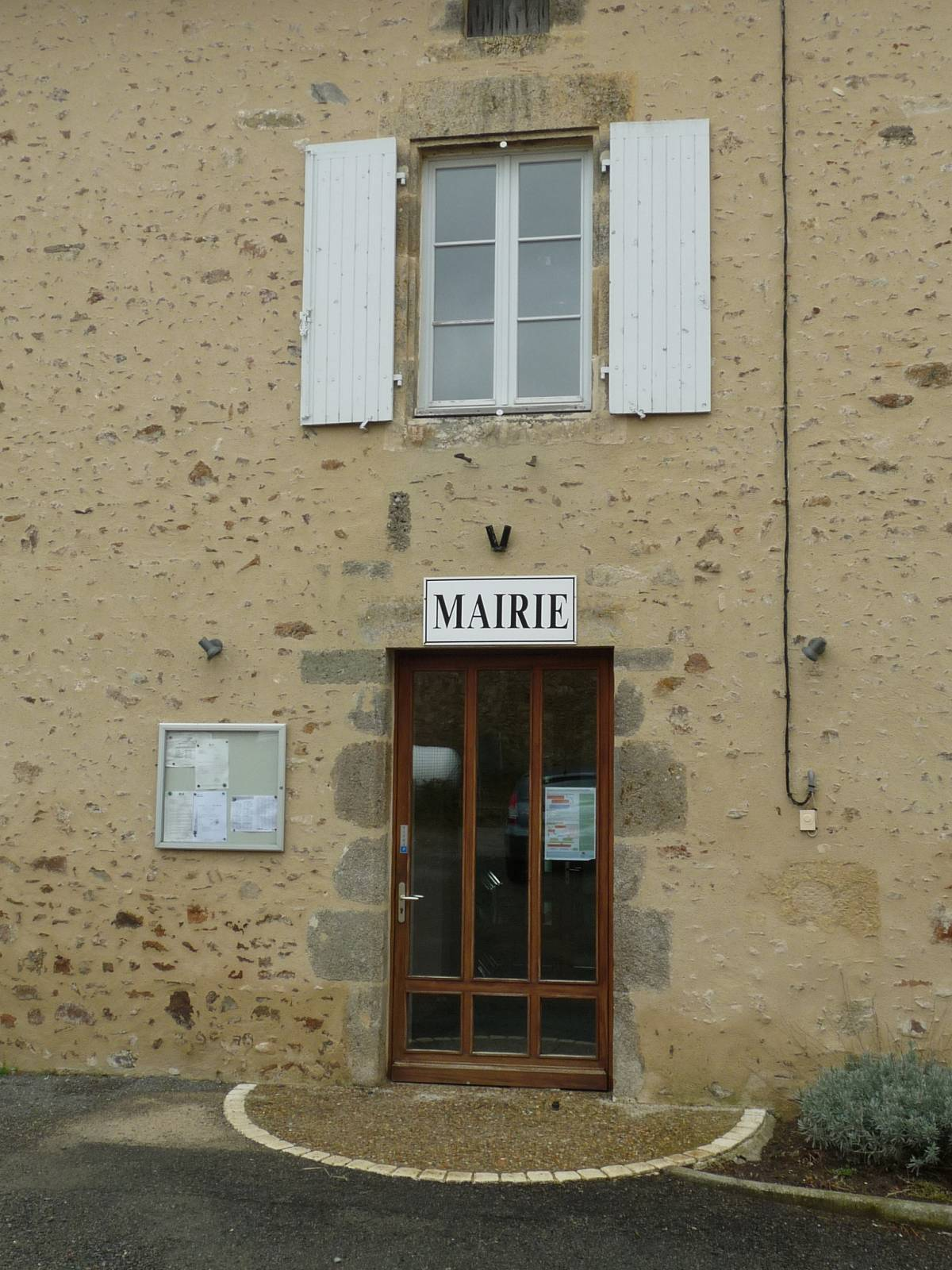
Rathaus